# Linda Ogugua
Linda Chinwe Ogugua (12 aprile 1978) è un'ex cestista nigeriana.

## Carriera
Con la Nigeria ha disputato i Giochi olimpici di Atene 2004.